# Aegiochus riwha
Aegiochus riwha är en kräftdjursart som beskrevs av Bruce 2009. Aegiochus riwha ingår i släktet Aegiochus och familjen Aegidae. Inga underarter finns listade i Catalogue of Life.